# Retusa truncatula
Retusa truncatula är en snäckart som först beskrevs av Bruguière 1792.  Retusa truncatula ingår i släktet Retusa och familjen Retusidae. Arten är reproducerande i Sverige. Inga underarter finns listade i Catalogue of Life.